# Contea di St. Clair (Michigan)
La contea di St. Clair, in inglese St. Clair County, è una contea dello Stato del Michigan, negli Stati Uniti. La popolazione al censimento del 2000 era di 164 235 abitanti. Il capoluogo di contea è Port Huron.

## Contee confinanti
- Contea di Sanilac - nord
- Contea di Lambton (Ontario, Canada) - est
- Contea di Macomb - sud-ovest
- Contea di Lapeer - ovest